# Ficus trachycoma
Ficus trachycoma är en mullbärsväxtart som beskrevs av Friedrich Anton Wilhelm Miquel. Ficus trachycoma ingår i släktet fikonsläktet, och familjen mullbärsväxter. Inga underarter finns listade i Catalogue of Life.